# Marina (litoral)

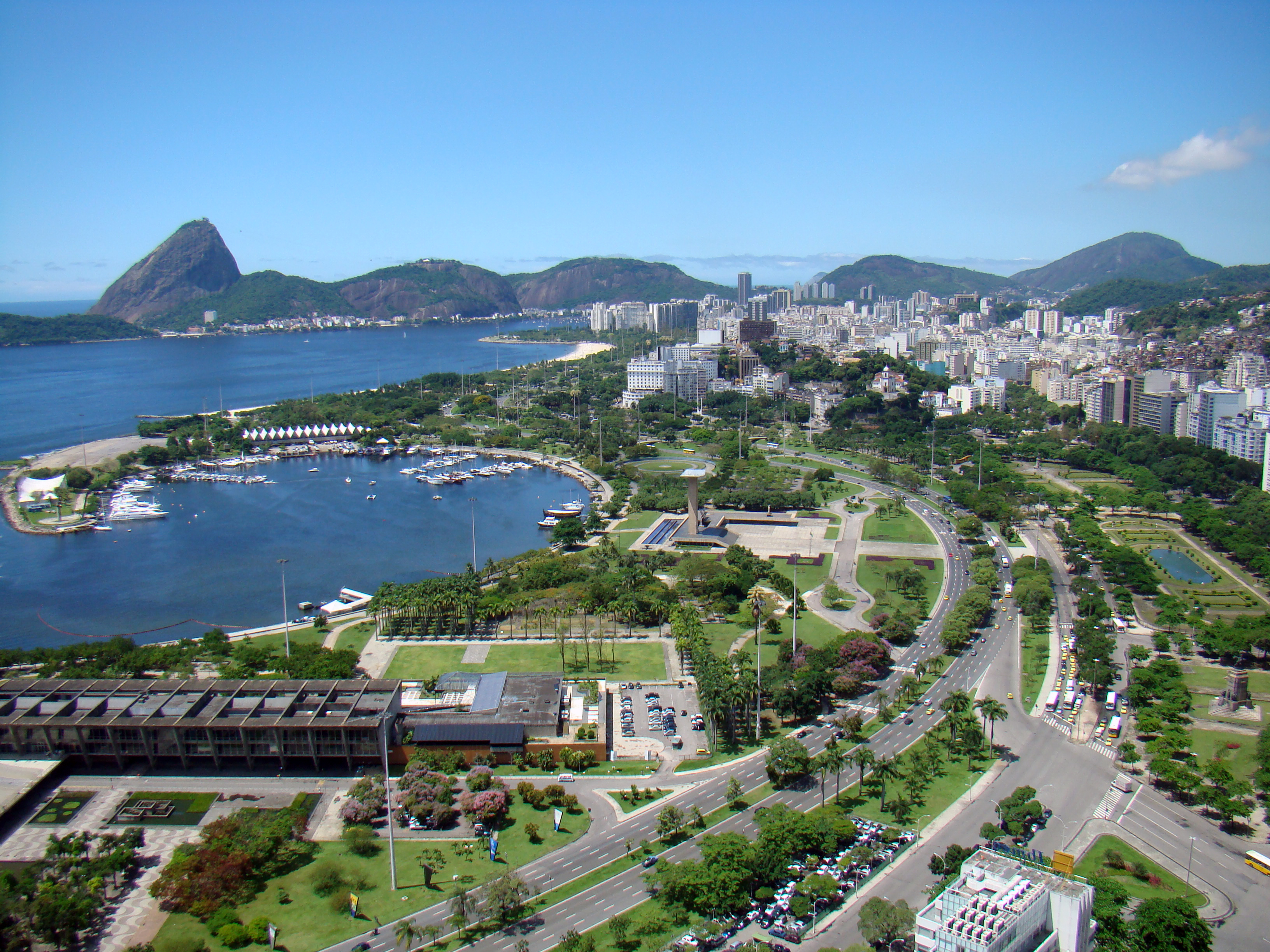
Marina da Glória, Rio de Janeiro, Brasil.

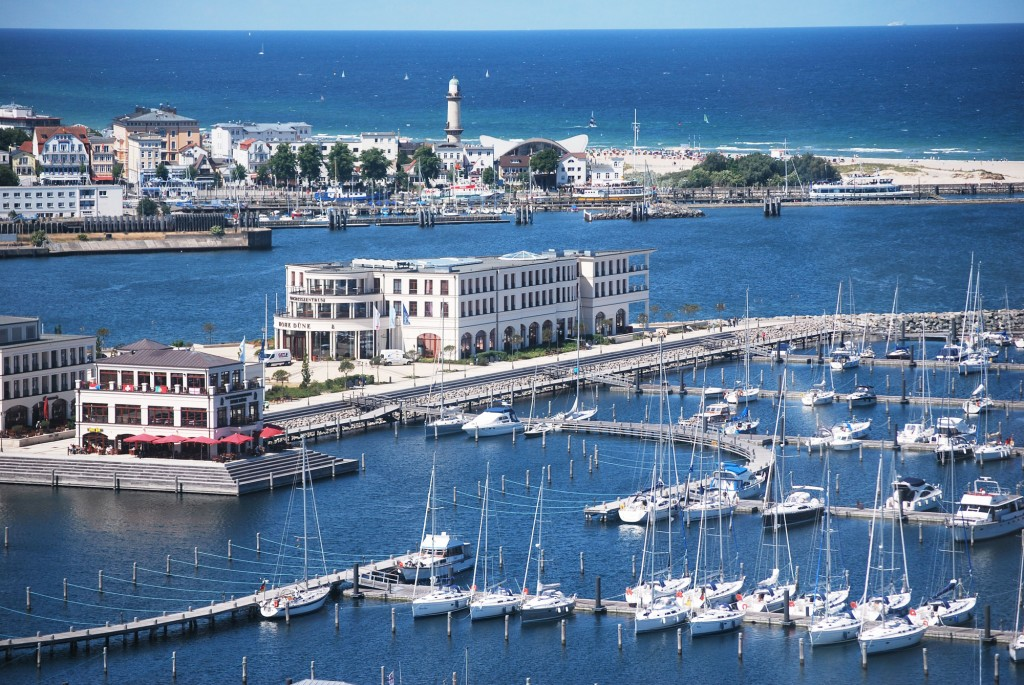
Marina YachthafenResidenz Hohe Düne, Rostock.

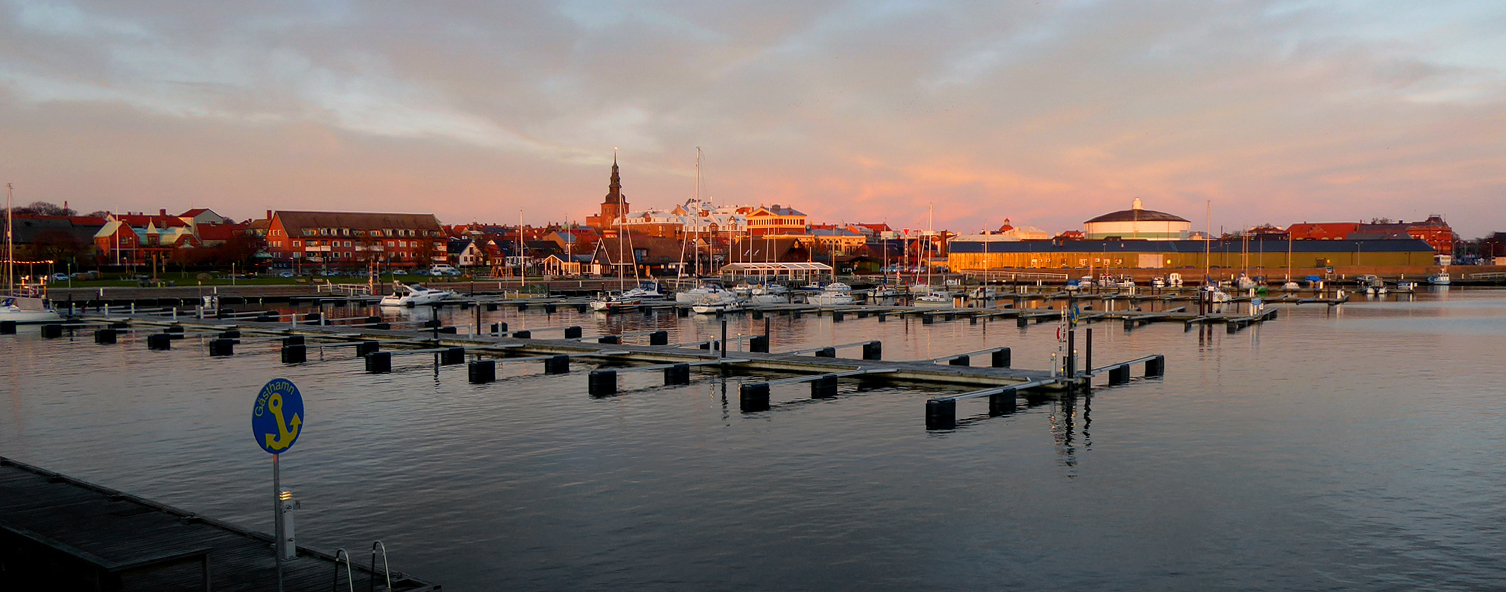
Marina Ystad.

Uma marina é um pequeno centro portuário de recreação usado primariamente por iates e botes recreacionais. Marinas normalmente possuem corredores primários e secundários permitindo acesso a todos os barcos atracados. Muitas vezes oferecem serviços como lavagem, venda de combustível e manutenção.